# Meiko
Meiko est une voix féminine du programme de synthèse vocale Vocaloid, éditée en 2004 par la société Crypton Future Media, associée à un personnage de dessin manga. Meiko et Kaito sont souvent considérés comme les parents des Vocaloids japonais de Crypton.

## Histoire
Le 3 mars 2004, Yamaha Corporation sort son programme de synthèse vocale Vocaloid avec deux voix (des « vocaloïdes ») : Leon et Lola, du studio Zero-G.
Le 5 novembre de la même année, la société Crypton Future Media édite Meiko, autour de laquelle elle communique en donnant forme au personnage ; le design de Meiko attire les acheteurs et le logiciel se vend bien.
Le 2 juin 2009, le jeu musical Project DIVA sort au Japon sur PSP, dans lequel apparaissaient Meiko, Kaito, Hatsune Miku, Kagamine Rin & Len et Megurine Luka.

## Apparence
Meiko possède des cheveux châtains clairs coupés au carré et des yeux marron. Elle est vêtue d’un haut rouge et d’une minijupe rouge, accompagnés d’un collier et d’un épais bracelet de la même couleur. Elle est souvent représentée en buvant de l’alcool, plus précisément du saké.

## Manga
Meiko apparaît dans le manga Hatsune Mix, dédié aux Vocaloids de Crypton Media future.

## Chansons connues
- INTERMISSION
- Go Forward
- Noise
- Oni Wo Aisuru Hito
- The Daughter Of Vengeance
- Various Feelings
- Cradle of Destiny
- The Thought to Tell
- Change me
- After Burner